# Eucera arachosiae
Eucera arachosiae är en biart som beskrevs av Borek Tkalcu 1978. Eucera arachosiae ingår i släktet långhornsbin, och familjen långtungebin. Inga underarter finns listade i Catalogue of Life.